# Берей
Берей (рум. Bărăi) — село у повіті Клуж в Румунії. Входить до складу комуни Кеяну.
Село розташоване на відстані 317 км на північний захід від Бухареста, 24 км на схід від Клуж-Напоки.

## Населення
За даними перепису населення 2002 року у селі проживали 314 осіб. Рідною мовою 311 осіб (99,0%) назвали румунську.
Національний склад населення села:
| Національність | Кількість осіб | Відсоток |
| -------------- | -------------- | -------- |
| румуни         | 293            | 93,3%    |
| цигани         | 18             | 5,7%     |